# Matilda Chaplin Ayrton
Matilda Chaplin Ayrton (Honfleur, Francia; c. 1846 - 19 de julio de 1883) fue una médica británica. Estudió medicina en Londres y Edimburgo; también realizó estudios superiores en París. Viajó a Japón, donde abrió una escuela para comadronas y fue autora de estudios antropológicos.

## Biografía
Nacida en Honfleur, Francia en una familia británica cuyo padre era abogado, regresaron a Inglaterra poco después de su nacimiento. Tras iniciar estudios de arte, comenzó el estudio de la medicina en 1867, y continuó haciéndolo hasta su muerte. Pasó dos años en el Ladies' Medical College, y después de pasar el examen preliminar en el Worshipful Society of Apothecaries en 1869, se presentó para el examen posterior, pero se le negó la admisión por ser mujer.
Reconocida como una de las heroicas "Siete contra Edimburgo", también conocidas como las siete de Edimburgo, finalmente se matriculó en la Universidad de Edimburgo, pero se le prohibió la enseñanza en las ramas superiores de la medicina. La intervención legal le permitió obtener altos honores en anatomía y cirugía en los exámenes extramuros celebrados en 1870 y 1871 en el Surgeons 'Hall, Edimburgo, antes de un juicio en 1872 que finalmente prohibió estudiantes femeninas.
En 1871, cuando encontró cerradas para ella las principales clases médicas de Inglaterra y Escocia, decidió terminar su educación en París, donde se le daban todas las facilidades. La Universidad de París reconoció sus habilidades otorgándole los grados de Bachelier ès-Sciences y Bachelier ès-Lettres. Durante sus estudios mantuvo la conexión con Edimburgo, asistiendo a algunas de las clases abiertas para mujeres.
En 1872 se casó con su primo, el famoso científico William Edward Ayrton, un estudiante de Edimburgo, y alumno distinguido de Sir William Thomson. A principios del año siguiente obtuvo un certificado de obstetricia de la London Obstetric Society, la única cualificación médica obtenida por mujeres en Inglaterra, y poco después acompañó a su marido a Japón, donde había sido nombrado profesor en el Colegio Imperial de Ingeniería en Tokio. En 1875 nacería su hija, Edith Ayrton, futura autora y activa feminista.

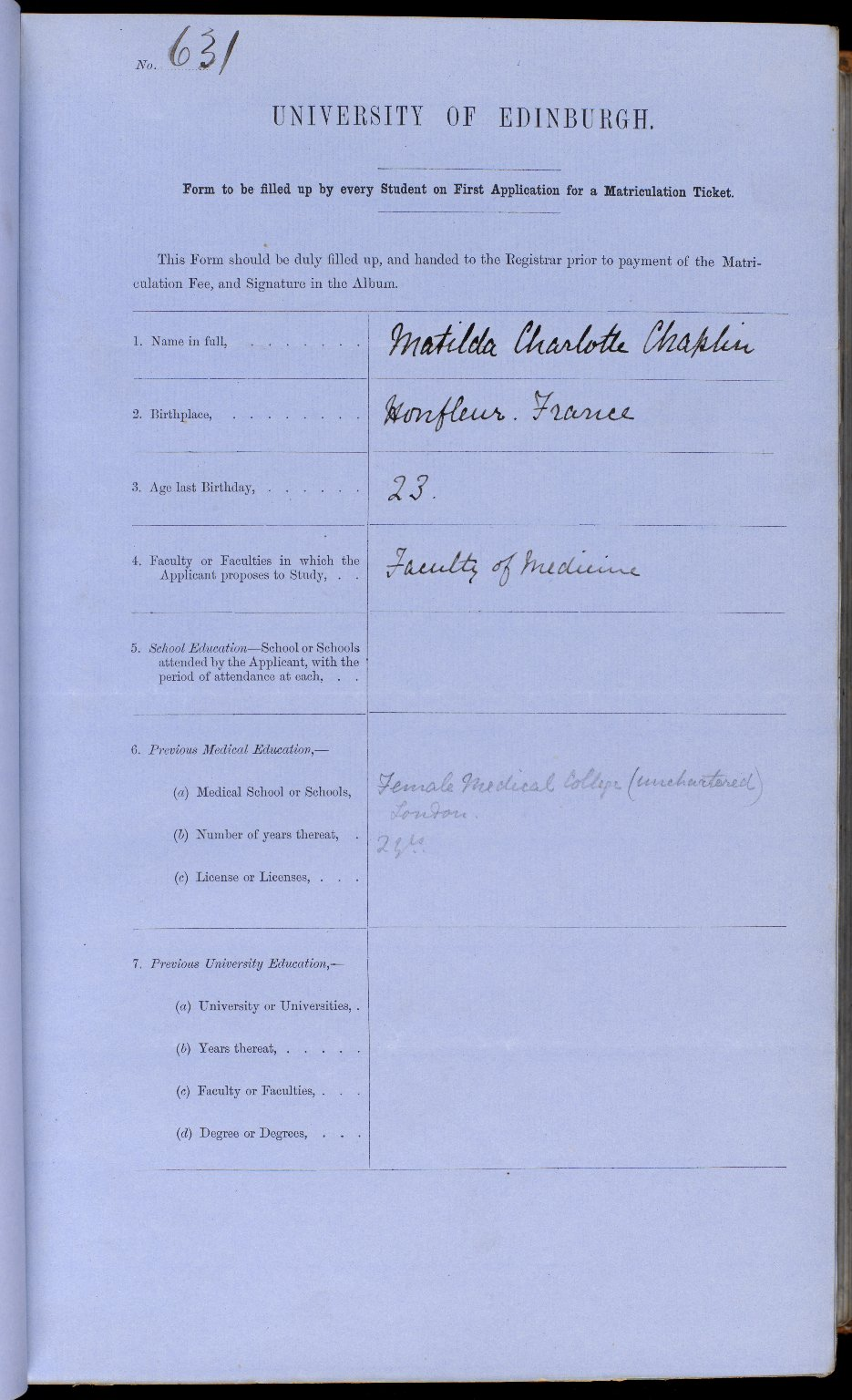
Registro de matrícula, Matilda Chaplin. Centro de Colecciones de Investigación de la Universidad de Edimburgo

Mientras estaba en Japón, se interesó mucho por los japoneses y realizó investigaciones antropológicas sobre la vida hogareña y los niños en el país, escribió numerosos artículos para The Scotsman y otros periódicos sobre temas variados y abrió una escuela para comadronas japonesas, en la que enseñó con la ayuda de un intérprete. En 1877 los síntomas de tuberculosis se hicieron evidentes, forzando su vuelta a Europa. En 1879 se graduó en París y presentó como tesis el resultado de sus estudios japoneses, que se imprimió bajo el título de Recherches surles dimensions générales et sur le développement du corps chez les Japonais (París, 1879). Se convirtió en licenciada en el Colegio de Médicos del Rey y la Reina en Irlanda, y, aunque fue la única candidata femenina, salió primera en el examen. En 1880 vivió en Londres, estudiando principalmente las enfermedades oculares en el Royal Free Hospital.
Pero su salud se desmoronaba rápidamente y se vio obligada a pasar los dos años siguientes en el extranjero, primero en el hospital de Argel durante un invierno y en el laboratorio fisiológico de Montpellier durante otro, continuando sus estudios. Murió en Londres el 19 de julio de 1883, a los 37 años.